# オアシス運動
オアシス運動（オアシスうんどう）は、挨拶運動の一種。挨拶の言葉の頭文字をとったもので、
- オ「おはようございます」または「お疲れさまでした」
- ア「ありがとうございます」
- シ「失礼します（失礼しました）」
- ス「すみません（すみませんでした）」

を日ごろから言えるように心がけようという運動である。これは昭和から行われている運動で、小学校や公民館などで行われることが多い。

## 歴史
昭和30年ごろ、長崎県長崎市伊王島町教育委員会に赴任中の社会教育主事・久間弘（くまひろし、ただし昭和40年以降はひさまひろしと名乗った）によりオアシス運動が考案された。分かりやすい標語として、またたく間に全国に拡散していった。
また同主事は昭和20年代後半に赴任した長崎県南松浦郡新上五島町奈良尾郷で、お金のかからない結婚式として公民館結婚式を発案し、戦後復興最中の貧しい地方で広まった。